# Bandeira do Ministro de Estado da Defesa do Brasil
A bandeira do Ministro de Estado da Defesa do Brasil é uma bandeira-insígnia, oficial do Ministro de Estado da Defesa da República Federativa do Brasil, e destinada a assinalar a presença dessa autoridade, bem como distingui-la das demais autoridades civis.

## Descrição
Seu desenho consiste em um retângulo farpado de proporção largura-comprimento de 2:3 com um fundo amarelo (o mesmo amarelo utilizado na bandeira do Brasil). No centro, perfilam-se 21 estrelas azuis de cinco pontas, dispostas em cruz, de modo que uma das estrelas fique no centro da cruz. À esquerda superior, centralizada nesse quadrante, está a estrela do brasão de armas do Brasil.

## Usos
O decreto n.º 6.941 de 18 de agosto de 2009 aprova e manda adotar oficialmente a bandeira-insígnia do Ministro de Estado da Defesa. Ela deve ser utilizada em ocasiões oficiais quando da presença desta autoridade nas Organizações Militares, conforme regulamentado pela Portaria Normativa Nº 660/MD, de 19 de maio de 2009.